# Colina de los Pájaros
Colina de los Pájaros är en ort i Mexiko.   Den ligger i kommunen Veracruz och delstaten Veracruz, i den sydöstra delen av landet, 300 km öster om huvudstaden Mexico City. Colina de los Pájaros ligger 40 meter över havet och antalet invånare är 943.
Terrängen runt Colina de los Pájaros är platt. Runt Colina de los Pájaros är det ganska tätbefolkat, med 230 invånare per kvadratkilometer. Närmaste större samhälle är Veracruz, 10,3 km nordost om Colina de los Pájaros. Trakten runt Colina de los Pájaros består till största delen av jordbruksmark.